# ولوری
شهر ولوری (به فرانسوی: ولوری) در شهرستان آلپ-ماریتیم در ناحیه پروانس آلپ-کوت دازور با جمعیت ۳۰٬۶۱۰ نفر در کشور فرانسه واقع شده‌است